# 1915年の政治
1915年の政治（1915ねんのせいじ）では、1915年（大正4年）の政治分野に関する出来事について記述する。

## できごと

### 1月
- 1月18日 - 日本が中華民国の袁世凱政権に対華21ヶ条を要求する。

### 2月
- 2月4日 - ドイツ海軍がイギリス周辺を交戦海域に指定して、Uボートによる無制限潜水艦戦が開始される。
- 2月19日 - 連合軍、ガリポリ半島への上陸作戦を開始（ガリポリの戦い）。

### 3月
- 3月18日 - 連合国によるダーダネルス海峡進攻作戦（ガリポリの戦い）が失敗。
- 3月25日 - 第12回衆議院議員総選挙。

### 4月
- 4月22日 - ベルギーで行われた第2次イープルの戦いで、ドイツ軍が毒ガス使用。フランス兵15000人が中毒を起こし、その内のおよそ5000人が死亡。
- 4月24日 - イスタンブールでアルメニア系の著名人たちが逮捕・追放され（アルメニア著名人の追放、「赤い日曜日」)、後に殺害される。
- 4月25日 - オーストラリア・ニュージーランド軍団、ガリポリ半島に上陸（オーストラリア・ニュージーランド両国は史上初の本格的戦争参加）。
- 4月26日 - イタリアが連合国側に参戦する代わりに、南ティロル、ダルマチアなどを得るロンドン密約が結ばれる。

### 5月
- 5月 - 英国下院、弾薬不足の問題でアスキス内閣を批判する動議が可決。
  - ウィンストン・チャーチル海相とジョン・アーバスノット・フィッシャー第一海軍卿がガリポリの戦いの失敗をめぐって対立、フィッシャー海軍卿が辞任。
  - アスキス内閣、閣内対立で総辞職[1]。
- 5月7日 - イギリス客船ルシタニアが、ドイツのUボートの攻撃を受けて沈没する（ルシタニア号事件）。乗客1198人が死去。その内、米国人が139人。
- 5月9日 - 袁世凱政権が日本の対華21ヶ条要求を受諾。
- 5月17日
  - 第36特別議会召集。
  - 英国でアスキス、ロイド・ジョージ、ボナー・ローが大連立で合意し、挙国一致の大連立政権である第2次アスキス内閣が成立[2][3]。統一党からはアーサー・バルフォアが海軍大臣、オースティン・チェンバレンがインド担当大臣、ボナー・ローが植民地大臣として入閣した[4]。
- 5月23日 - イタリア王国が連合国側で参戦。

### 6月
- 6月7日 - ロシア、中華民国、モンゴルがキャフタ協定に調印。モンゴルに対する中華民国の宗主権の存在に合意。

### 7月
- 7月6日 - 日本領台湾の台南庁噍吧哖（タパニー、現・玉井）で武装蜂起（西来庵事件）。
- 7月 - 米国がハイチを占領する。
- 7月 - 第一次世界大戦：イギリスがフサイン・マクマホン協定を結び、戦後のアラブ独立を約束する。

### 8月
- 8月 - 袁世凱が側近の楊度らに帝政復活運動を指示。

### 9月
- 9月5日 - スイスのツィンメルヴァルトで国際主義的社会主義者の第一回会議（社会主義者国際反戦会議）が開催。同会議でツィンメルヴァルト左派結成される[5]。

### 10月
- 10月11日 - 英軍、ギリシャのサロニカに上陸（地中海方面に第二戦線）。
- 10月11日 - ブルガリアが同盟国側で参戦。
- 10月19日 - 日本が戦後の権益に関する連合国側の秘密協定であるロンドン宣言に加入。

### 11月
- 11月29日 - 第37議会召集。

### 12月
- 12月11日 - 中華民国参政院が袁世凱を皇帝に推戴。
- 12月12日 - 袁世凱が中華帝国の皇帝に即位し、元号を洪憲と定める。
- 12月25日 - 雲南督軍の蔡鍔、雲南将軍の唐継堯が昆明市で雲南省の独立を宣言。袁世凱討伐のため約2万人の護国軍（雲南護国軍）を組織（護国戦争）。